# Jay Boy Records
Jay Boy Records was een Engels platenlabel. Het werd in 1968 opgericht en het doel was vooral om platen in Engeland uit te brengen afkomstig van Amerikaanse labels. De eerste release was een opname van Doris Willingham. De meest succesvolle platen waren van TK Records, enkele hit-singles van KC & the Sunshine Band en George McCrae ("Rock Your Baby", nummer 1 in de Engelse hitparade). Het label bracht in totaal zo'n 116 singles uit, van onder meer Bob and Earl, Bobby Womack en Foxy. Het was actief tot 1976.